# Maria (księżna Danii)
Maria, księżna Danii, hrabina Monpezat (ur. 6 lutego 1976 w Paryżu jako Marie Agathe Odile Cavallier) – druga żona Joachima Glücksburga, drugiego syna królowej Danii, Małgorzaty II. Wraz z mężem ma dwoje dzieci – Henryka (ur. 2009) i  Atenę (ur. 2012), którzy zajmują kolejno dziewiąte i dziesiąte miejsce w linii sukcesji do duńskiego tronu.

## Dzieciństwo i młodość
Urodziła się 6 lutego 1976 roku w Paryżu we Francji jako jedyne dziecko Alaina Cavallier oraz jego żony, Françoise Grassiot. Otrzymała imiona Maria Agata Otylia (fr. Marie Agathe Odile) i została ochrzczona w wierze katolickiej. Jej rodzice rozwiedli się, a matka wyszła ponownie za mąż – dzięki czemu Maria ma czterech przyrodnich braci – Benjamina, Gregory'ego, Charlesa i Edouarda.
Marie Cavallier ukończyła College Alpin Beau Soleil w Szwajcarii, Babson College w Wellesley w Massachusetts, w Genewie studiowała ekonomię i biznes międzynarodowy. Zajmowała się public relations w Estee Lauder w 1994 roku, była asystentką dyrektora w ING Numismatic Group SA w Genewie. Biegle posługuje się językiem angielskim, hiszpańskim, włoskim. Uczy się języka duńskiego.

## Księżna Danii
17 października 2007 ogłoszono zaręczyny Marii z księciem Danii Joachimem, a 24 maja 2008 odbył się ślub w posiadłości królewskiej Schackenborg w Mogeltondern. Małżeństwo z duńskim księciem oznacza dla francuskiej katoliczki wstąpienie do kościoła luterańskiego Danii i przyjęcie duńskiego obywatelstwa.
Przyszła księżna Maria zjednała sobie serca Duńczyków przede wszystkim postawą wobec synów Joachima z pierwszego małżeństwa. W wywiadzie telewizyjnym zapewniła, że nigdy nie będzie próbowała zająć miejsca matki chłopców i nieustannie będzie zabiegać o ich miłość.
10 listopada 2008 prywatny sekretarz księcia Joachima poinformował, że księżna Maria oczekuje dziecka. Syn urodził się 4 maja 2009 roku o godzinie 4.57 w Rigshospitalet, jego chrzest odbył się 26 lipca 2009, nadano mu imiona Henryk Karol Joachim Alan. 24 sierpnia 2011 prywatny sekretarz księcia Joachima poinformował, że księżna Maria oczekuje drugiego dziecka. Córka Joachima i Marii urodziła się 24 stycznia 2012, zaś ochrzczono ją 20 maja. Otrzymała imiona Atena Małgorzata Franciszka Maria.

## Odznaczenia
- Order Słonia (2008, Dania)[1]
- Order Rodziny Królewskiej Małgorzaty II (Dania)
- Medal Pamiątkowy 50-lecia Panowania Królowej Małgorzaty II (2022)[2]
- Medal Pamiątkowy 80-lecia Urodzin Królowej Małgorzaty II (2020)[3]
- Medal Pamiątkowy Księcia Henryka (2018)[3]
- Medal Pamiątkowy Złotych Godów Królowej Małgorzaty i Księcia Henryka (2017)[4]
- Medal Pamiątkowy 75-lecia Urodzin Królowej Małgorzaty II (2015)[4]
- Medal Pamiątkowy 40-lecia Panowania Królowej Małgorzaty II (2012)[4]
- Medal Pamiątkowy 70-lecia Urodzin Królowej Małgorzaty II (2010)[4]
- Medal Pamiątkowy 75-lecia Urodzin Księcia Henryka (2011)[4]
- Odznaka Honorowa za Dobrą Służbę w Związku Zarządzania Ratowniczego[4]
- Krzyż Wielki Orderu Świętego Olafa (Norwegia)[4]
- Krzyż Wielki Orderu Białej Róży (Finlandia)[5]
- Krzyż Wielki Orderu Sokoła Islandzkiego (Islandia, 2017)[4][6]
- Krzyż Wielki Orderu Dobroczynności (Grecja)[5]
- Krzyż Wielki Orderu Domowego Orańskiego Korony (Holandia)[7]
- Krzyż Wielki Orderu Leopolda II (Belgia)[4]
- Wielki Oficer Orderu Legii Honorowej (Francja)[4]
- Wielka Wstęga Orderu Orła Azteckiego (2016, Meksyk)[8]